# Svjetsko dvoransko prvenstvo u lacrosseu
Svjetsko dvoransko prvenstvo u lacrosseu se održava pod nadzorom MLF-a.

## SP 2003.
Prvo prvenstvo u dvoranskom lacrosseu (engleski: World Indoor Lacrosse Championships) se održalo u Hamiltonu, Kitcheneru, Mississaugi i Oshawi, sve u Ontariju, Kanada, u svibnju 2003. godine.
Sudjelovale su momčadi iz Australije, Kanade, Češke, Irokeskih naroda, Škotske i SAD-a.
Završnica:
 Kanada -  Irokeski narodi 21:4.
U borbi za treće mjesto, SAD su pobijedile Škotsku.
| Godina | Domaćin          | Zlato  | Srebro          | Bronca  |
| ------ | ---------------- | ------ | --------------- | ------- |
| 2011.  | Prag, Češka      | (prvi) | (drugi)         | (treći) |
| 2007.  | Halifax, Kanada  | Kanada | Irokeski narodi | SAD     |
| 2003.  | Hamilton, Kanada | Kanada | Irokeski narodi | SAD     |